# Dziewczyny i chłopaki
Dziewczyny i chłopaki (ang. Boys and Girls, 2000) – amerykański film fabularny (komedia romantyczna). Traktuje o losach Ryana i Jennifer (w tych rolach Freddie Prinze Jr. i Claire Forlani), którzy poznają się w samolocie będąc jeszcze w szkole podstawowej. Później uczęszczają do tego samego liceum, jednakże prawie się nie widują. Dopiero na studiach przypadkowo się spotykają i zaprzyjaźniają się. Wspierają się nawzajem przy zawodach miłosnych i w końcu zakochują się w sobie.
Film o tyle wyróżnia się spośród innych komedii romantycznych, że poza samą historią przedstawia rozważania na temat miłości między młodymi ludźmi i sensu łączenia się w związki. Film traktuje zarówno o miłości jak i o przyjaźni.